# 林肯縣 (懷俄明州)
林肯县（英語：Lincoln County）是美國懷俄明州西部的一個縣，西鄰愛達荷州和猶他州。面積10,590平方公里。根據美國2000年人口普查，共有人口14,573人。縣治凱默勒（Kemmerer）。
成立於1911年。縣名紀念第十六任總統亞伯拉罕·林肯。